# Григорианский Египетский музей
Григорианский Египетский музей (итал. Museo Gregoriano Egizio) — один из музеев Ватикана.
Музей основан в 1839 году папой Григорием XVI, однако первая коллекция была собрана ещё при папе Пие VII. В музее располагается небольшое собрание предметов искусства египетских династий c III тысячелетия, найденные в Риме и окрестностях (вилла Адриана в Тиволи), а также во время римской оккупации Египта до III века н. э. или приобретены в XIX веке из частных коллекций. Среди них базальтовые и деревянные саркофаги, статуи богов и фараонов, мумии, папирусы, скульптуры римского периода (II—III века), погребальные урны,а также Книга Мертвых.
Музей разделён на 9 залов, там же находится верхняя терраса Бельведерa — «ниша пинии» (Nicchione della Pigna). В двух последних залах хранятся находки из античной Месопотамии и Сирии.

## Залы
В зале I, выполненном в египетском стиле, находится собрание статуй и стел с иероглифами: статуя Рамзеса II на троне, статуя без головы Уджагорресента жреца и врача на службе фараонов.
В зале II находятся древнеегипетские деревянные саркофаги, украшенные росписями, мумии, канопы, фигурки Ушебти, а также предметы быта (сандалии, шкатулки и т. д.).
В VII зале расположена большая коллекция эллинистической и римской скульптуры (бронза и глина, IV в. до н. э. — II в. н. э.), также исламская и христианская керамика (XI—XIV вв.) из Египта.

## Галерея

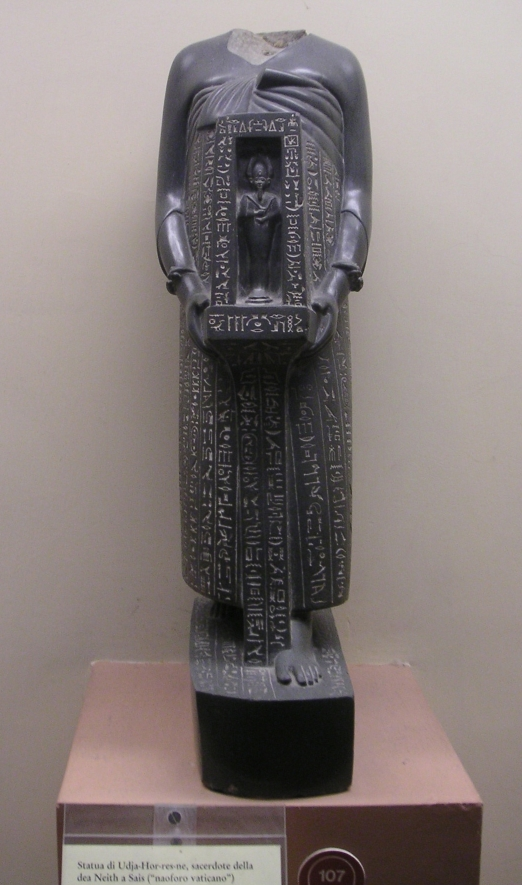
Статуя Уджагорресента
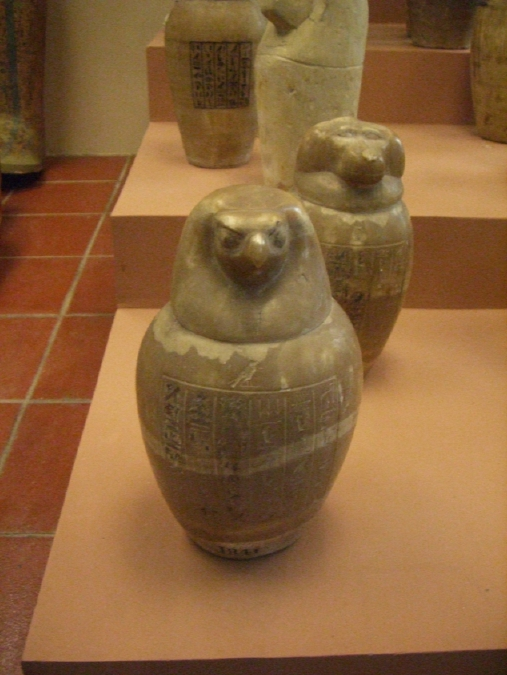
Канопы